# نادي فيروفياريا
نادي فيروفياريا هو نادي كرة قدم برازيلي أٌسس عام 1950. يلعب النادي في بطولة باوليستا.